# 11785 Migaic
11785 Migaic eller 1973 AW3 är en asteroid i huvudbältet som upptäcktes den 2 januari 1973 av den rysk-sovjetiske astronomen Nikolaj Tjernych vid Krims astrofysiska observatorium på Krim. Den har fått sitt namn efter Moscow Institute of Geodesy, Air-Photography and Cartography.
Asteroiden har en diameter på ungefär 15 kilometer.